# Soluté de réhydratation orale

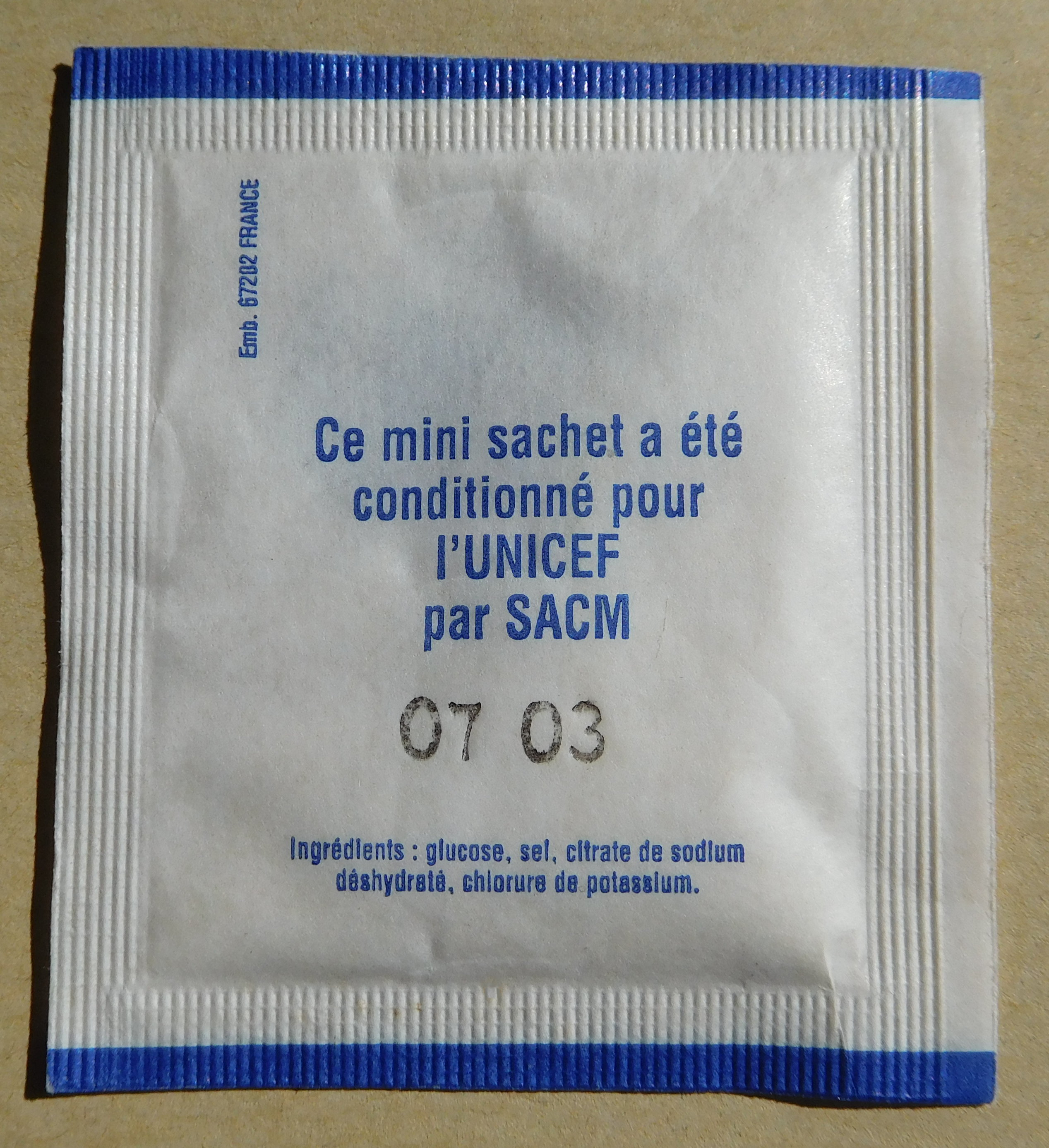
Exemple de sachet de sels de réhydratation.

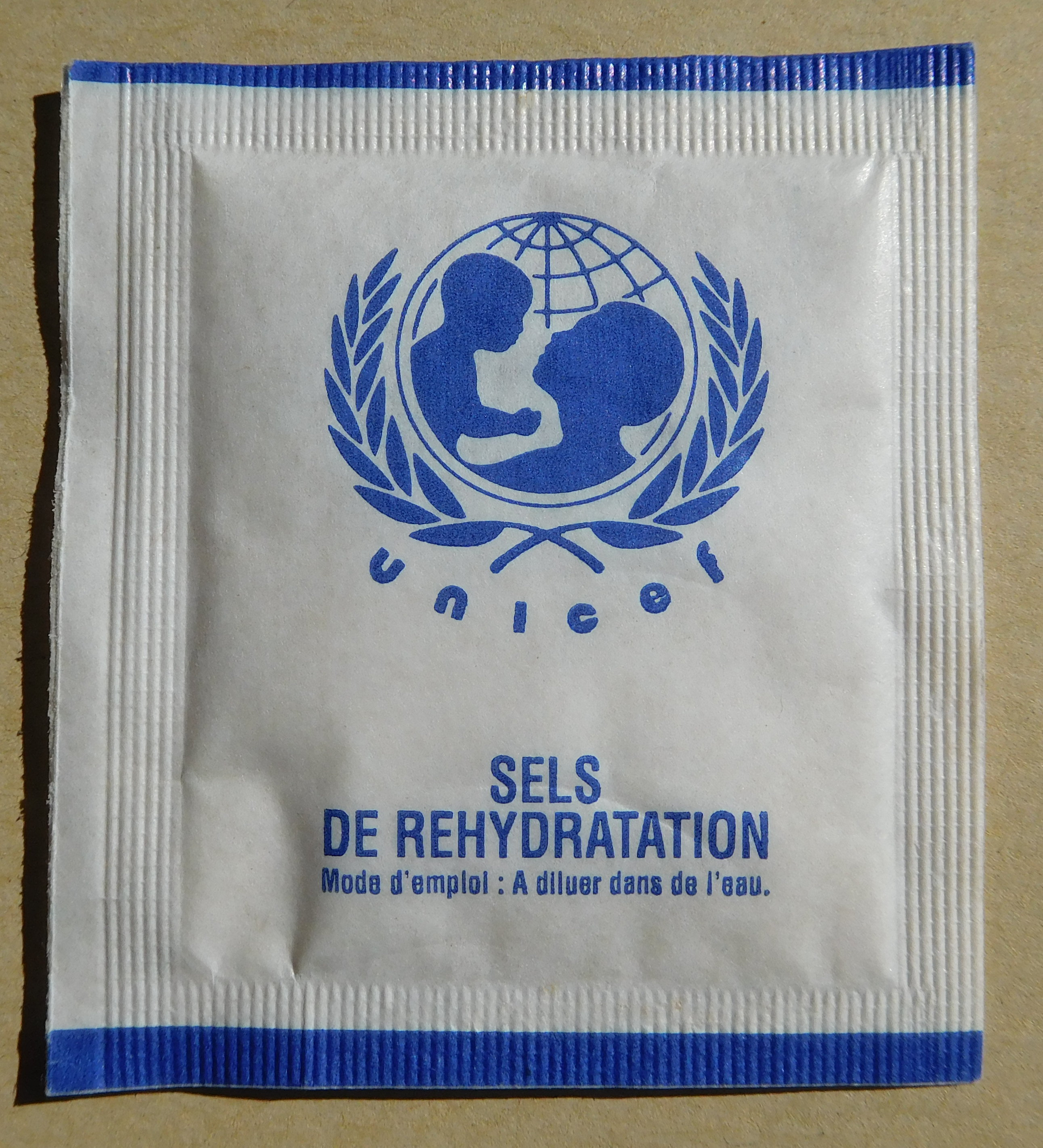

Un soluté de réhydratation orale (SRO, ou ORS pour oral rehydration solution) est une composition à base d'ions sodium, potassium, chlorure et de sucre qui permet de maintenir une osmolarité sanguine isotonique afin de prévenir les déshydratations sévères.
Ce remède est efficace contre la principale cause de décès par déshydratation : la diarrhée aiguë (comme dans le cas du choléra), mais nécessite de l'eau potable pour ne pas risquer la surinfection du malade.
On doit cette pratique médicale à l'UNICEF. Auparavant, il était très difficile de sauver les enfants victimes de diarrhée dans les pays les moins avancés. Or, dans les années 1960, l'équipe de l'UNICEF a trouvé par hasard qu'ajouter le sel à la solution de glucose améliore radicalement l'absorption malgré la diarrhée sévère. Depuis cela, de nombreux enfants ont été sauvés (plusieurs millions selon l'organisation) grâce à ce type de solution. 
Le soluté de réhydratation orale reste l'un des instruments principaux de l'UNICEF. Toutefois, sa composition est toujours réévaluée et optimisée.
En France, il est remboursé sur prescription jusqu'à l'âge de six ans et devrait figurer dans toutes les trousses à pharmacie familiales.
Il fait partie de la liste des médicaments essentiels de l'Organisation mondiale de la santé (liste mise à jour en avril 2013).
Il est aussi efficace et utilisable pour toute personne au décours d'une gastro-entérite (notamment les personnes âgées).

## Composition
La composition est spécifique et aucune recette personnelle n'est valable. Les boissons sucrées (type cola) sont inappropriées, très hyperosmolaires (750 mOsm/l) et très pauvres en ions sodium (2 mmol/l).
Le soluté de réhydratation orale est constitué d'électrolytes (ions sodium, potassium, chlorure), d'agents alcalinisants (citrates ou bicarbonates) et de glucides. Les proportions sont calculées de façon à mettre au repos le tube digestif et ainsi lui permettre de lutter contre l'infection (il est absorbé par l'organisme sans processus digestif).
La composition actuellement (2017) recommandée par l'OMS (appelée « sels de réhydratation orale », ou ORS en anglais) est de : 2,6 g de sel (NaCl), 2,9 g de citrate de sodium déshydraté (C6H5Na3O7⋅2H2O), 1,5 g de chlorure de potassium (KCl) et 13,5 g de glucose anhydre (C6H12O6) par litre d'eau.
Un soluté de réhydratation orale basique peut être préparé lorsque des sachets de sels de réhydratation ne sont pas disponibles. Il peut être réalisé avec 6 cuillerées à café rases (25,2 g) de sucre et une demi-cuillerée à café (2,1 g) de sel dans 1 litre d'eau. Ce soluté permet de prévenir ou retarder la déshydratation sur le chemin d'un centre de soins, mais ne permet pas de traiter une déshydratation due à une diarrhée aiguë.

## Utilisation
Ce soluté nécessite un apport d'eau de bonne qualité et en bonne quantité. Quelle que soit la marque, il se dilue dans 200 ml d'eau. Une trop faible dilution entraîne une dangereuse déshydratation intracellulaire, et une trop forte dilution entraînera une excrétion urinaire du surplus. Il ne doit pas être proposé avec du sirop pour ne pas modifier ses propriétés (pour une meilleure acceptation par l'enfant : le proposer frais, avec une paille, une pipette, etc.).
Boire autant que le volume des diarrhées. Il se boit « à volonté avec la réserve » de toujours respecter le fait de prendre de petites quantités à la fois (toutes les dix minutes par exemple).
Cette réhydratation est équivalente à une perfusion par voie veineuse.
La Société européenne de gastro-entérologie et de nutrition pédiatrique recommande une reprise progressive de l'alimentation normale après quatre heures de réhydratation orale exclusive.